# Rutajärvi (Kangasala, Birkaland, Finland)
Rutajärvi eller Rautajärvi är en sjö i Finland. Den ligger i kommunen Kangasala i landskapet Birkaland, i den södra delen av landet, 140 km norr om huvudstaden Helsingfors. Rutajärvi ligger 125 meter över havet. Arean är 43,2 hektar och strandlinjen är 3,24 kilometer lång. Sjön  ingår i Kumo älvs huvudavrinningsområde.   I omgivningarna runt Rutajärvi växer i huvudsak barrskog. Den sträcker sig 1,1 kilometer i nord-sydlig riktning, och 0,8 kilometer i öst-västlig riktning.